# Zijderoute
De (klassieke) zijderoute of zijdeweg was een netwerk van karavaanroutes door Centraal-Azië, waarlangs gedurende vele eeuwen handel werd gedreven tussen China en het oosten van Azië aan de ene kant en het Midden-Oosten en het Middellandse Zeegebied aan de andere kant. Eeuwenlang, van de klassieke oudheid tot de late middeleeuwen, was de zijderoute de belangrijkste verbinding tussen oost en west.
De eerste persoon die de naam zijderoute (Seidenstraße) gebruikte was de Duitse geograaf en ontdekkingsreiziger Ferdinand von Richthofen in 1877.
Het westelijk deel van de route werd in de 5e eeuw v.Chr. gevormd door de Perzische Koninklijke Weg. Het Centraal-Aziatische deel van de route was al in gebruik rond 115 v.Chr. ten tijde van de Han-dynastie. De handel over land nam af in de middeleeuwen, toen deze zich verplaatste naar het transport via de zee.
In 2013 nam de Chinese president Xi Jinping het initiatief tot een grootschalige verbetering van de infrastructuur tussen Aziatische en Europese landen. Dit initiatief wordt ook wel de 'Nieuwe Zijderoute' genoemd.

## Goederen
De zijderoute wordt zo genoemd omdat zijde uit het oosten, toen een bijzonder kostbare handelswaar, langs de route naar het westen vervoerd werd. Twee nestoriaanse monniken smokkelden in 552 in holle wandelstokken zijderupsen naar het Byzantijnse Rijk. Hierna was de productie van zijde niet langer aan de Chinezen voorbehouden, maar kon zijde ook in het westen gemaakt worden.
Langs de routes waren mensen in staat handelsgoederen te vervoeren, in het bijzonder luxegoederen zoals zijde, satijn, muskus, robijnen, diamanten, parels en porselein, maar ook papier, rabarber, vruchten zoals perziken en sinaasappels, paarden, kamelen, olifanten en buskruit. Niet alleen goederen werden zo overgebracht, maar ook opvattingen, ideeën, ziektes en culturen.

## Het verloop van de route
Hoewel de term zijderoute suggereert dat het om één route ging, hebben er in de loop der eeuwen verschillende routes bestaan. Ook waren er vaak op eenzelfde moment verschillende routes tegelijk in gebruik. De term wekt de indruk dat het een lange reis betreft, maar in feite waren er maar weinig reizigers die de hele route van begin tot eind aflegden. En vanwege het transport van andere producten hebben bepaalde delen van de route ook andere namen, zoals de Wierookroute en de Theeroute.
De route ontstond door de intensivering van contacten tussen de landen tussen China en het Middellandse Zeegebied. Alexander de Grote drong tot diep in Azië door en de Romeinen kwamen tot de Eufraat. Aanvankelijk bemoeilijkten nomadische stammen als de Xiongnu de handel en was de route regelmatig afgesloten. Chinese ontdekkers hebben de route verkend en de Grieks-Bactrische gebieden bezocht rond 300 v.Chr. Wellicht hebben joodse handelaren ook bijgedragen aan het tot stand komen van de route: na de eerste diaspora en de vervolgingen ontstonden tot diep in Azië joodse gemeenschappen. Een andere Chinese ontdekker, in dienst van de generaal Pan Tsau, zou Perzië hebben bereikt. In Hormoez in Perzië werden hem echter door de Perzen, die gebrand waren op het behouden van hun eigen winstmarges, zulke gruwelverhalen over de resterende reis verteld dat hij terugkeerde. Er waren echter berichten tot China doorgedrongen over Ta-tsin (Rome), dat erg rijk en machtig was en graag handel wilde drijven met China. Rond 150 na Chr. zou een klein Romeins gezelschap zelfs Annam hebben bezocht met wierook en goud voor de Chinese keizer. Zo ontstond een geregelde handelsstroom.
De continentale zijderoute splitste zich in noordelijke en zuidelijke routes vanuit de commerciële centra in Noord-China en besloeg een afstand van 11.265 km. De zijderoute begon in het noordelijke Chang'an (Xi'an) en liep door de Hexicorridor en de 'Pas van de Jadepoort' (Yumenguan) naar Centraal-Azië en Afghanistan, om via Perzië uit te komen aan de Middellandse Zee.
De noordelijke route ging door de Bulgar-Kiptsjak-zone naar Oost-Europa en het schiereiland Krim en vanaf daar door de Zwarte Zee naar de Middellandse Zee.
De zuidelijke route gaat door het Tarimbekken en Perzië naar Mesopotamië en dan naar Antiochië aan de Middellandse Zee.
Steden op de zijderoute zijn Antiochië, Damascus, Bagdad, Berbera, Isfahan, Merka, Merv, Mogadishu, Constantinopel, Balkh, Hobyo, Samarkand, Tasjkent, Kashgar, Ürümqi, Xi'an en Hotan.

### Chinese handelscentra

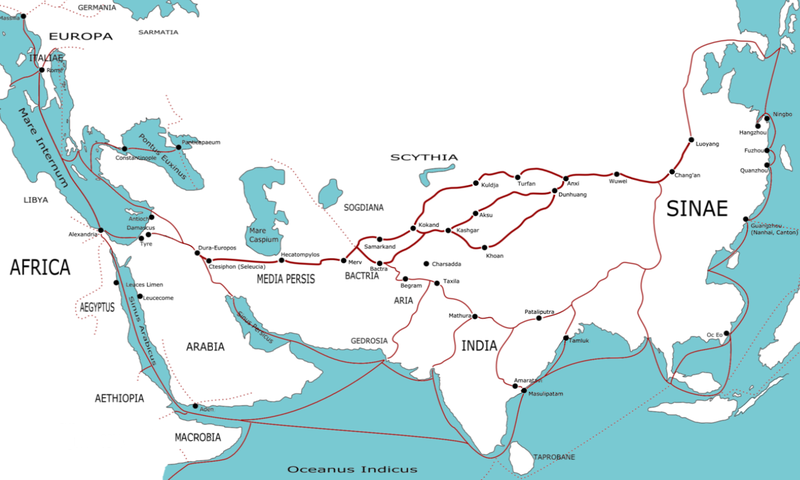
De zijderoute in de eerste eeuw

Vanuit de commerciële centra van Noord-China trok de route een noordelijke en zuidelijke route om de Taklamakan-woestijn en het Nuurmeer.

### Somalische handelscentra

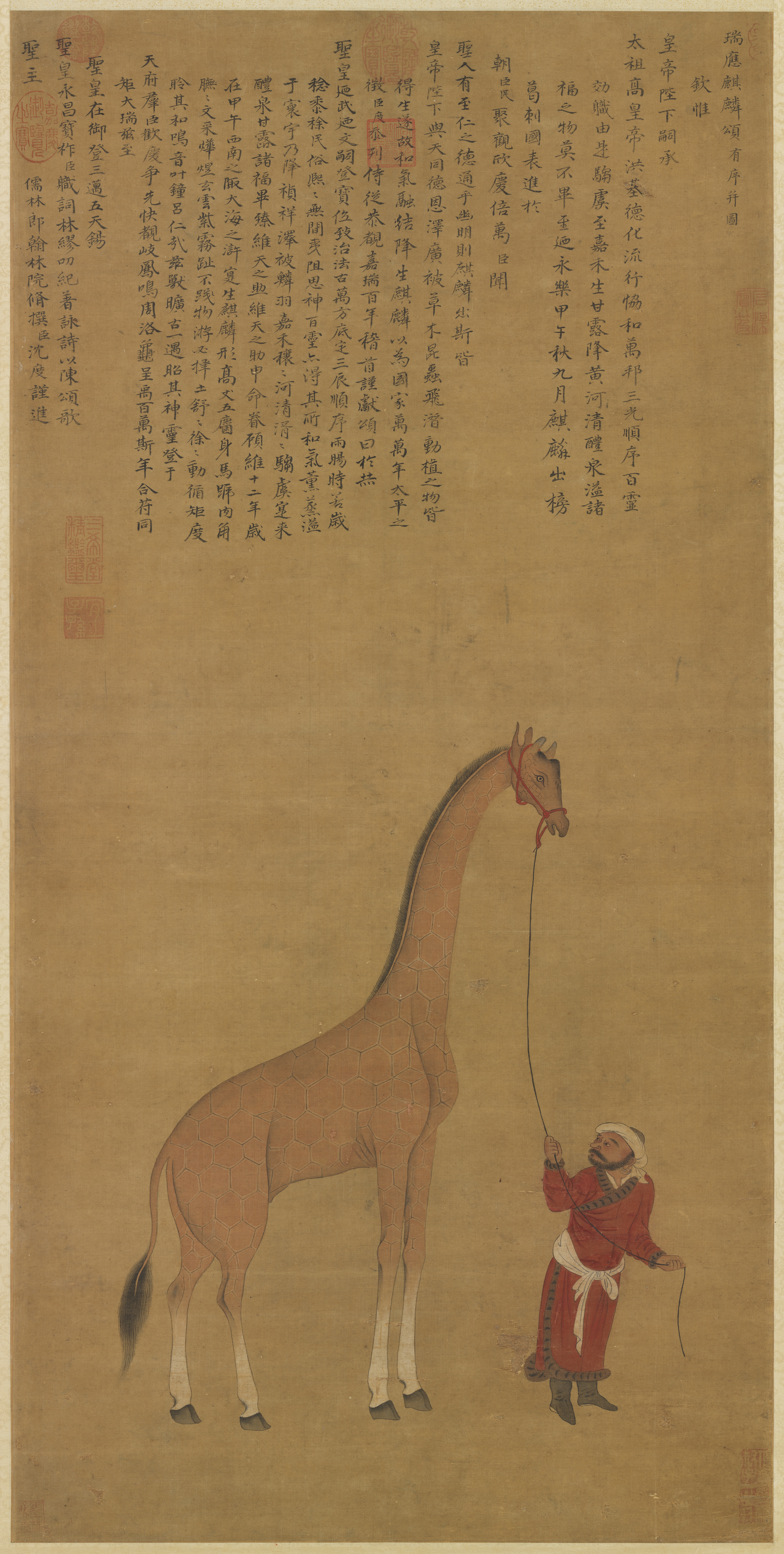
Exotische dieren zoals de giraffe, die gevangen en verkocht werden door Somalische handelaren, waren heel populair in middeleeuws China

Vanuit de Somalische havensteden; Berbera, Zeila, Mogadishu, Merka en Hobyo werden de exotische specerijen van China geruild met goud, porselein, exotische dieren, Olibanum en Mirre. De Somaliërs introduceerden vele dieren in China, waaronder de giraffe.

### Noordelijke routes
De noordelijke route verliep verder door de Chinese provincie Gansu en splitste zich in drie andere routes, waarvan er twee de bergketens ten noorden en zuiden van de Taklamakan-woestijn volgden en weer samenkwamen in Kashgar; de derde liep ten noorden van de Tiensjan en ging door Turpan, Talgar, Almaty (in het zuidoosten van het tegenwoordige Kazachstan) en het huidige Kirgizië.
In Kashgar splitste zich een route die naar de Alai-vallei liep in de richting van Termez en Balkh; de ander ging door Kokand in de Vallei van Fergana en vervolgens naar het westen door de Karakum-woestijn richting Merv waar ze zich kort erna bij de zuidelijke route voegde.
Een van de takken gaat noordwestelijk naar het Aralmeer en de Kaspische Zee en verder naar de Zwarte Zee.
Een andere route startte in Xi'an en ging door de westelijke doorgang achter de Gele Rivieren, Tiensjan, Fergana (tegenwoordig Oezbekistan), Perzië en Irak voordat ze de oostelijke grens van het Romeinse Rijk bereikte.
De noordelijke route werd in het bijzonder bereden door karavanen die China goederen brachten als dadels, saffraanpoeder en pistachenoten uit Perzië, wierook, aloësap en mirre uit Somalië, sandelhout uit India, glazen flessen uit Egypte en andere dure en belangrijke producten uit de wereld. Op de terugreis namen de karavanen rollen met zijdebrokaat, lakwerk en porselein mee terug.

### Zuidelijke routes
De zuidelijke route bestond voornamelijk uit een enkele route van Noord-India, via de regio Turkestan-Khorasan naar Mesopotamië en Anatolië. Zuidwaarts liepen er sporen naar havens, van waaruit delen van de route per schip werden afgelegd.
De route liep via het Sichuanbekken in China en door het Himalayagebergte in Noord-India, naar men vermoedt via de Oude Theeroute. Daarna volgde de route de loop van de rivieren Brahmaputra en Ganges sloot het zich waarschijnlijk ten westen van Benares aan bij de Grand Trunk Road. Hij liep verder door Noord-Pakistan, via het Hindoekoesj-gebergte naar Afghanistan, waar het zich even later in de buurt van Merv aansloot bij de noordelijke route.
Vervolgens ging de route in een nagenoeg rechte lijn naar het westen door het bergachtige Noord-Perzië en de noordelijke top van de Syrische woestijn naar de Levant. Vanaf hier gingen de handelsschepen in de Middellandse Zee via frequente routes naar Italië. Over land gingen de routes verder naar Anatolië en Noord-Afrika.
Een andere tak van de route verliep via Herat in Afghanistan door Susa in Perzië naar de havenstad Charax Spasinu in de Perzische Golf. Daarna liep de route door naar Petra in huidig Jordanië, Alexandrië in Egypte en andere havensteden aan de Middellandse Zee, vanwaar er verscheept werd naar Rome.

### Over zee
De zeeroute maakte niet formeel deel uit van de zijderoute en leidde rond de 6e eeuw van de monding van de Rode Rivier in Vietnam naar Hanoi, door de Straat van Malakka naar Zuidoost-Azië, Sri Lanka en India en dan naar de Perzische Golf het Koninkrijk Aksum (Arabische Schiereiland)
In de jeugd van de profeet Mohammed werd door het Perzische Rijk van de Sassaniden en het Byzantijnse Rijk vanwege de zijderoute voortdurend om de Arabische karavaanzeeroute, die door Mekka liep, gevochten.
Vanuit de havens van de Rode Zee werden goederen inclusief zijde over land getransporteerd naar de Nijl en dan naar Alexandrië, van waaruit het werd verscheept naar Rome en andere havens aan de Middellandse Zee.
Een andere tak van deze zeeroutes leidde van de Oost-Afrikaanse kust dat door de Grieken en Romeinen in de 1e eeuw Azania werd genoemd volgens Periplus van de Erythreïsche Zee en mogelijk Zesan (澤散) in de 3e eeuw door de Chinezen zuidelijk tot ten minste de havenplaats die door de Romeinen Rhapta werd genoemd en waarschijnlijk gelegen was in de delta van de rivier Rufiji in tegenwoordig Tanzania.

### Per spoor

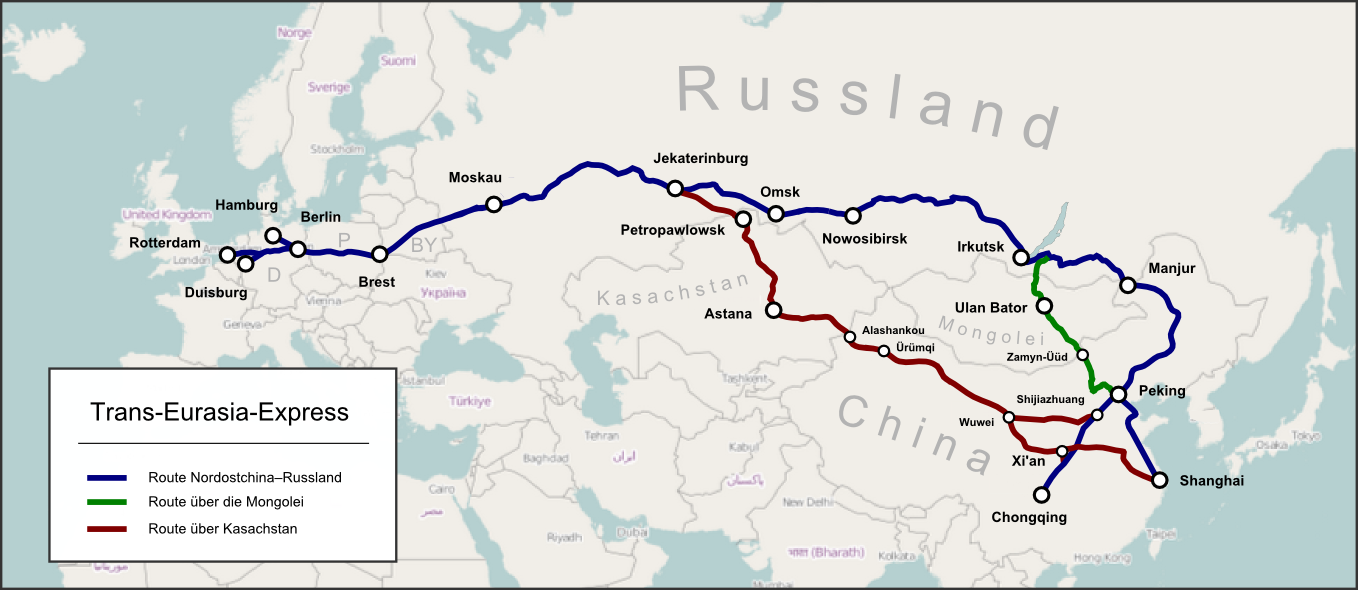
Trans-Eurasia-Express

In 1994 werd er een spoortraject toegevoegd aan de zijderoute, door middel van de internationale spoorweg tussen Almaty in Kazachstan en Ürümqi in de Chinese provincie Xinjiang. Sindsdien is de spoorverbinding uitgebreid met als einddoel een verbinding vanuit China met Londen als eindbestemming. Deze transportverbinding geldt als levensvatbare concurrent: sneller dan per boot en goedkoper dan per vliegtuig.
De treinverbinding loopt tussen Yiwu in het oosten van China en Londen over een afstand van zo'n 12.000 kilometer. De reis duurt ongeveer 16 dagen. De trein rijdt door China, Kazachstan, Rusland, Belarus, Polen, Duitsland, België en Frankrijk om via de Kanaaltunnel Londen te bereiken.
In juli 2015 arriveerde de eerste containertrein vanuit China op het spoorwegemplacement Kijfhoek bij Rotterdam. In september 2016 is een vaste wekelijkse spoorverbinding in de dienstregeling opgenomen met containertreinen tussen het Chinese Chengdu en Rotterdam/Tilburg. Vanwege verschillen tussen de spoorbreedtes op de route worden de containers onderweg twee keer op andere containerwagens geplaatst.

## Moderne Zijderoute
President Xi Jinping kondigde in 2013 aan dat er een 'Nieuwe Zijderoute' ontwikkeld zou worden, om onder andere de infrastructuur tussen Aziatische en Europese landen te verbeteren. Een voorbeeld hiervan is een nieuwe dubbelspoorsbaan tussen China en haar buren in het Westen, namelijk Centraal-Azië, het Midden-Oosten en Europa.

## Cultuuroverdracht
Handel over de zijderoute was een belangrijke factor in de ontwikkeling van de beschavingen van China, India, Perzië (Iran), Klein-Azië (Anatolië), het Oude Egypte, het Arabisch Schiereiland, het Griekse rijk, Centraal-Azië en het Romeinse Rijk. Het hielp de basis te leggen voor de moderne wereld vanuit verschillend oogpunt.
Het christendom en de islam werden via de zijderoute naar het Midden-Oosten, Centraal-Azië, China en India verspreid. Het boeddhisme ging via India naar Centraal-Azië, het Midden-Oosten en naar China.

## Marco Polo
Marco Polo, een Italiaanse koopman uit de Middeleeuwen, heeft tussen 1271 en 1295 gereisd via de zijderoute.